# Rachóna
Rachóna är en ort i Grekland.   Den ligger i prefekturen Nomós Péllis och regionen Mellersta Makedonien, i den norra delen av landet, 300 km norr om huvudstaden Aten. Rachóna ligger 91 meter över havet och antalet invånare är 691.
Terrängen runt Rachóna är lite kuperad. Runt Rachóna är det ganska tätbefolkat, med 70 invånare per kvadratkilometer. Närmaste större samhälle är Giannitsá, 11,2 km väster om Rachóna. Trakten runt Rachóna består till största delen av jordbruksmark.